# Mallorca Championships 2021 - Qualificazioni singolare
Le qualificazioni del singolare maschile del Mallorca Championships 2021 sono state un torneo di tennis preliminare per accedere alla fase finale della manifestazione. I vincitori dell'ultimo turno sono entrati di diritto nel tabellone principale. In caso di ritiro di uno o più giocatori aventi diritto a questi sono subentrati i lucky loser, ossia i giocatori che hanno perso nell'ultimo turno ma che avevano una classifica più alta rispetto agli altri partecipanti che avevano comunque perso nel turno finale.

## Teste di serie
1. Pablo Cuevas (primo turno)
2. Radu Albot (ultimo turno)
3. Lucas Pouille (qualificato)
4. Roberto Carballés Baena (qualificato)

1. Pedro Martínez (primo turno)
2. João Sousa (ultimo turno)
3. Daniel Elahi Galán (primo turno)
4. Denis Istomin (ultimo turno)

## Qualificati
1. Lukáš Klein
2. Nicola Kuhn

1. Lucas Pouille
2. Roberto Carballés Baena

## Tabellone

### Legenda
| - Q = Qualificato - WC = Wild card - LL = Lucky loser | - ALT = Alternate - SE = Special Exempt - PR = Protected Ranking | - w/o = Walkover - r = Ritirato - d = Squalificato |

### Sezione 1
|  | Primo turno | Primo turno           | Primo turno  | Primo turno | Primo turno |  |  | Ultimo turno | Ultimo turno  | Ultimo turno | Ultimo turno | Ultimo turno |  |
|  |             |                       |              |             |             |  |  |              |               |              |              |              |  |
|  | 1           | Pablo Cuevas          | Pablo Cuevas | 3           | 4           |  |  |              |               |              |              |              |  |
|  |             | Lukáš Klein           | Lukáš Klein  | 6           | 6           |  |  |              | Lukáš Klein   | 6            | 2            | 6            |  |
|  |             | Roberto Ortega Olmedo | 6            | 5           | 65          |  |  | 8            | Denis Istomin | 3            | 6            | 4            |  |
|  | 8           | Denis Istomin         | 4            | 7           | 7           |  |  |              |               |              |              |              |  |

### Sezione 2
|  | Primo turno | Primo turno        | Primo turno    | Primo turno | Primo turno |  |  | Ultimo turno | Ultimo turno | Ultimo turno | Ultimo turno | Ultimo turno |  |
|  |             |                    |                |             |             |  |  |              |              |              |              |              |  |
|  | 2           | Radu Albot         | 6              | 4           | 7           |  |  |              |              |              |              |              |  |
|  |             | Matthias Bachinger | 4              | 6           | 5           |  |  | 2            | Radu Albot   | Radu Albot   | 65           | 4            |  |
|  |             | Nicola Kuhn        | Nicola Kuhn    | 6           | 6           |  |  |              | Nicola Kuhn  | Nicola Kuhn  | 7            | 6            |  |
|  | 5           | Pedro Martínez     | Pedro Martínez | 2           | 2           |  |  |              |              |              |              |              |  |

### Sezione 3
|  | Primo turno | Primo turno       | Primo turno  | Primo turno | Primo turno |  |  | Ultimo turno | Ultimo turno  | Ultimo turno  | Ultimo turno | Ultimo turno |  |
|  |             |                   |              |             |             |  |  |              |               |               |              |              |  |
|  | 3           | Lucas Pouille     | 5            | 6           | 6           |  |  |              |               |               |              |              |  |
|  | WC          | Marc Othman Ktiri | 7            | 2           | 2           |  |  | 3            | Lucas Pouille | Lucas Pouille | 7            | 6            |  |
|  |             | Matteo Viola      | Matteo Viola | 4           | 4           |  |  | 6            | João Sousa    | João Sousa    | 69           | 4            |  |
|  | 6           | João Sousa        | João Sousa   | 6           | 6           |  |  |              |               |               |              |              |  |

### Sezione 4
|  | Primo turno | Primo turno             | Primo turno             | Primo turno | Primo turno |  |  | Ultimo turno | Ultimo turno            | Ultimo turno | Ultimo turno | Ultimo turno |  |
|  |             |                         |                         |             |             |  |  |              |                         |              |              |              |  |
|  | 4           | Roberto Carballés Baena | Roberto Carballés Baena | 6           | 6           |  |  |              |                         |              |              |              |  |
|  | WC          | Daniel Rincón           | Daniel Rincón           | 2           | 1           |  |  | 4            | Roberto Carballés Baena | 6            | 5            | 6            |  |
|  |             | Yosuke Watanuki         | 6                       | 3           | 7           |  |  |              | Yosuke Watanuki         | 4            | 7            | 2            |  |
|  | 7           | Daniel Elahi Galán      | 4                       | 6           | 5           |  |  |              |                         |              |              |              |  |